# 小林海人
小林 海人（こばやし かいと、2001年12月11日 - ）は、日本の元子役である。血液型はO型。テアトルアカデミーに所属していた。
ゲスト出演ながら2007年から2013年までほぼ毎年連続で大河ドラマに出演していた(2012年の『平清盛』のみ出演せず)。
上地雄輔の公式ブログによると、
学業に専念する為 中学校進学を機に芸能界を引退したがこれはどんなに子役で活躍出来ても小学校迄のプランであり本人の希望もあり予め決めていた。また共演俳優からも人として学びを得て人気子役になっても同じ子役の子にも朗らかに接し子役界では有りがちな親や子の格差からの嫌がらせを嫌い分け隔て無く接しドラマ、映画監督、俳優陣から認められ人気俳優から直々にオファーを受けた。

## 出演

### 映画
- 僕の初恋をキミに捧ぐ（2009年）垣野内逞（幼少） 役
- 裁判長!ここは懲役4年でどうすか（2010年）
- 岳-ガク-（2011年）横井ナオタ 役
- パラダイス・キス（2011年）イザベラ（幼少） 役
- 忍たま乱太郎（2011年）夢前三治郎 役
- チチを撮りに（2013年）西森千尋 役

### テレビドラマ
- 大河ドラマ(NHK)
  - 風林火山 第34話（2007年）真田源五郎 役
  - 篤姫 第44回（2008年）田安亀之助 役
  - 天地人（2009年）豊臣秀頼（幼少） 役
  - 龍馬伝（2010年）楢崎次郎 役
  - 江〜姫たちの戦国〜最終回（2011年11月27日）保科幸松 役
  - 八重の桜（2013年1月13日） 新島七五三太（少年期）役
- 木曜時代劇 風の果て 第1話・第2話（2007年、NHK）隼太（幼少） 役
- 斉藤さん（2008年、日本テレビ）神崎弘宣 役
- 渡る世間は鬼ばかり 第13話（TBS）ヒロミ 役
- ドラマスペシャル 暴れん坊将軍（2008年、テレビ朝日）山内直太郎 役
- セレブと貧乏太郎（2008年、フジテレビ）佐藤二郎 役
- ヴォイス〜命なき者の声〜 第5話（2009年、フジテレビ）中田実 役
- 連続テレビ小説 つばさ（2009年、NHK）玉木知秋（5歳時） 役
- ゴッドハンド輝 第1話 - 第3話・最終話（2009年、TBS）
- 任侠ヘルパー （2009年、フジテレビ）翼彦一（幼少） 役
- 華麗なるスパイ 第2話（2009年、日本テレビ）紅井健太 役
- 東京DOGS 第2話（2009年10月26日、フジテレビ）
- サムライ・ハイスクール（2009年、日本テレビ）小学生の男の子 役
- 松本清張生誕100年スペシャル・中央流沙（2009年、TBS）
- ブラッディ・マンデイSeason2 第8話（2010年3月13日、TBS）高木藤丸（幼少） 役
- 連続テレビ小説 ゲゲゲの女房（2010年、NHK）飯田貴司（幼少） 役
- FACE MAKER 第2話（2010年、日本テレビ）内田幸太 役
- てのひらのメモ（2010年、NHK）種本徹 役
- 土曜ワイド劇場 法医学教室の事件ファイル 第32作（2011年、テレビ朝日）児島優斗 役
- スクール!! 第7話（2011年、フジテレビ）井上樹 役
- 最上の命医 最終回（2011年3月14日、テレビ東京）灘麟太郎 役
- 家族法廷（2011年、BS朝日）桑島亮太 役
- 渡る世間は鬼ばかり 最終シリーズ 第40話-第44話、第47話（最終回）（2011年、TBS）合田篤 役
- 森村誠一の終着駅シリーズ 途中下車する女（2011年9月24日、テレビ朝日）森岡龍彦 役
- 俺の空 刑事編（2011年10月30日、テレビ朝日）金倉智明 役
- 妖怪人間ベム 第7話（2011年12月3日、日本テレビ）山田幸平（幼少） 役
- 花嫁（2012年1月2日、TBS）片倉卓也 役
- 水曜ミステリー9 沖縄リゾート コンシェルジュ具志堅陽子の名推理 歪な密室（2012年7月25日、テレビ東京）石河俊太 役
- 渡る世間は鬼ばかり スペシャル（前編 2012年9月17日・後編 2012年9月24日、TBS）合田篤 役
- GTO 秋も鬼暴れスペシャル (2012年10月2日、フジテレビ) 福水ウミ 役
- ドラマW 尾根のかなたに 〜父と息子の日航機墜落事故〜（2012年10月7日、14日、WOWOW）小倉光太郎（子供時代） 役
- ドラマW 女と男の熱帯（2013年1月20日 - 2月24日、WOWOW）坂本裕貴 役

### CM
- マクドナルド Heartyバーガー
- 花王 メリット
- サンウェーブ工業 サンヴァリエ
- JR東日本 エキナカ立川
- エバラ 黄金の味・夏篇
- セブンイレブン 仮面ライダーキャンペーン
- ミスタードーナツ 100円・120円セール
- 朝日新聞社 しつもん!ドラえもん
- リベレステ

### 携帯配信ドラマ
- 神児遊助のげんきのでる恋 第8話・第12話（2009年、BeeTV）広己 役

### 舞台
- 妻をめとらば～晶子と鉄幹～（明治座）シゲル 役

### ミュージック・ビデオ
- 遊助「ひまわり」
- 遊助「Sunshine」